# Tía Newton
Tía Newton fue una banda de rock alternativo, formada en 1988, proveniente de Ciudad Evita, localidad del Gran Buenos Aires, Argentina. 
Fueron parte de la llamada Movida Sónica argentina de los 90, junto a Babasónicos, Juana la Loca, Los Brujos y Peligrosos Gorriones entre otros artistas. La banda estaba integrada por: Carca (Guitarra, programación y coros), Cañe (Bajo y voz), Capo (Percusión) y Seba (Voz). El nombre de la banda se debe a Irene Newton, tía del bajista, que les prestaba el garage para que la banda ensayara.
Sus shows se caracterizaban por una mixtura de estilos, y por una contundencia sonora y visual muy impactantes.
La banda comenzó a desmembrarse y terminó sus días como Power trio. 
Carca, quien continuó su carrera como solista, reconoce que la banda se separó por la desprolijidad con la que hacían música, y que el plan del grupo era no tener un plan. Eso hacía difíciles las cosas a la hora de editar un disco, es por ello que Tía Newton no posee ni un solo disco editado, en cambio tiene participaciones en casetes y compilados. Durante su breve existencia la banda sorprendió con su estilo, y con los efectos sonoros que lograba Carca.

## Discografía
Su discografía es bastante escueta, y consta de un álbum split y dos temas en un compilado:

Ruido # 3, cassette split compartido con el grupo "Avant Press" (1993)
Temas de Tía Newton:
1. Amanecer de una noche agitada
2. Ahora mismo
3. El hombre planta
4. Olor a nubes
5. El hombre planta - versión matinal

Ruido, compilado compartido con otras bandas (1993)
Temas de Tía Newton:
1. La cajita de música asesina
2. Gran baile en el sol

- Datos: Q9090848